# St. Petersburg Open 2018
Il St. Petersburg Open 2018 è stato un torneo di tennis giocato su campi in cemento al coperto. È stata la ventitreesima edizione del torneo facente parte del circuito ATP World Tour 250 series nell'ambito dell'ATP World Tour 2018. Si è giocato al Sibur Arena di San Pietroburgo, in Russia, dal 17 al 23 settembre 2018.

## Partecipanti

### Teste di serie
| Nazionalità          | Giocatore             | Ranking* | Testa di serie |
| -------------------- | --------------------- | -------- | -------------- |
| Austria              | Dominic Thiem         | 8        | 1              |
| Italia               | Fabio Fognini         | 13       | 2              |
| Italia               | Marco Cecchinato      | 22       | 3              |
| Russia               | Karen Chačanov        | 25       | 4              |
| Spagna               | Roberto Bautista Agut | 26       | 5              |
| Bosnia ed Erzegovina | Damir Džumhur         | 28       | 6              |
| Canada               | Denis Shapovalov      | 34       | 7              |
| Russia               | Daniil Medvedev       | 35       | 8              |

* Ranking al 10 settembre 2018.

### Altri partecipanti
I seguenti giocatori hanno ricevuto una wild card per il tabellone principale:
- Roberto Bautista Agut
- Stan Wawrinka
- Michail Južnyj

I seguenti giocatori sono passati dalle qualificazioni:

- Il'ja Ivaška
- Adrián Menéndez Maceiras
- Lucas Miedler
- Luca Vanni

Il seguente giocatore è entrato in tabellone come lucky loser:
- Ruben Bemelmans

## Ritiri
Prima del torneo
- Marcos Baghdatis → sostituito da  Ruben Bemelmans
- Jozef Kovalík → sostituito da  Marcos Baghdatis
- Leonardo Mayer → sostituito da  Evgenij Donskoj

Durante il torneo
- Denis Istomin

## Campioni

### Singolare
Dominic Thiem ha battuto in finale  Martin Kližan col punteggio di 6-3, 6-1.
- È l'undicesimo titolo in carriera per Thiem, il terzo della stagione.

### Doppio
Matteo Berrettini /  Fabio Fognini hanno battuto in finale  Roman Jebavý /  Matwé Middelkoop col punteggio di 7–6(6), 7–6(4).